# Ѓ
Das Ѓ (kleingeschrieben ѓ, IPA-Aussprache [d͡ʑ] oder [ɟ]) ist ein Buchstabe des mazedonischen Alphabetes, bestehend aus einem Г mit Akut. Die serbische Version des mazedonischen Buchstaben ist ђ. 

## Zeichenkodierung
| Standard  | Standard    | Majuskel Ѓ                  | Minuskel ѓ                |
| --------- | ----------- | --------------------------- | ------------------------- |
| Unicode   | Codepoint   | U+0403                      | U+0453                    |
| Unicode   | Name        | CYRILLIC CAPITAL LETTER GJE | CYRILLIC SMALL LETTER GJE |
| UTF-8     | UTF-8       | D0 83                       | D1 93                     |
| XML/XHTML | dezimal     | &#1027;                     | &#1107;                   |
| XML/XHTML | hexadezimal | &#x0403;                    | &#x0453;                  |